# کارل آگوست ویدنهوفن
کارل آگوست ویدنهوفن (آلمانی: Karl August Wiedenhofen)؛ (زادهٔ ۱۲ دسامبر ۱۸۸۸ در دوسلدورف - ۲۱ مه ۱۹۵۸ در همان‌جا) یک وکیل آلمانی بود؛ او به عنوان یکی از شخصیت‌های محوری یک گروه مقاومت، علیه رژیم نازی فعالیت می‌کرد.
در آوریل ۱۹۴۵، او در عملیات راینلند شرکت کرد، که ابتکاری از سوی شهروندان دوسلدورف، با هدف تسلیم کردن شهر، بدون درگیری به نیروهای پیشروی ایالات متحده بود.
ویدنهوفن در گورستان شمالی دوسلدورف دارای یک مزار ویژه است.
1. 1 2  «HISTORIE | Geschichte der Aktion Rheinland». Aktion Rheinland (به آلمانی). دریافت‌شده در ۲۰۲۴-۱۰-۱۷.
2. ↑  Düsseldorf, Landeshauptstadt. "Ehrengräber". www.duesseldorf.de (به آلمانی). Retrieved 2024-10-17.